# The Best of Both Worlds (альбом Van Halen)
| Оценки критиков      | Оценки критиков |
| Источник             | Оценка          |
| -------------------- | --------------- |
| AllMusic             | [ 1 ]           |
| Entertainment Weekly | B               |
| Rolling Stone        | [ 3 ]           |

The Best of Both Worlds (с англ. — «Лучшее из Обоих Миров») — второй сборник лучших хитов американской хард-рок-группы Van Halen, выпущенный 20 июля 2004 года на лейбле Warner Bros.

## Об альбоме
Сборник включает материал, записанный с ведущими вокалистами Дэвидом Ли Ротом и Сэмми Хагаром, но опускает трёхлетнее пребывание Гари Чероуна в группе. Перед выпуском The Best of Both Worlds Хагар воссоединился с Van Halen, и впоследствии группа записала три новых песни, которые включила в релиз.
Дебютировав на 3-м месте в США, альбом совпал с реюнион-туром и стал платиновым. Это последний альбом Van Halen, в создании которого принимали участие Майкл Энтони и Хагар.
В сборник вошли 16 треков, взятых из шести альбомов периода Дэвида Ли Рота (1978—1984), и 14 из четырёх альбомов периода Сэмми Хагара (1986—1995), а также три концертные версии песен с Хагаром из Live: Right Here, Right Now (1993) и три новые песни с Хагаром, записанные для компиляции. Альбом был выпущен в поддержку летнего тура (2004) с участием Хагара, вернувшимся в качестве солиста. Три новые песни также были исполнены вживую в разное время.
Майкл Энтони не играл на бас-гитаре для трёх новых песен, хотя он исполнил для них партии бэк-вокала. В то время Энтони ещё не был официальным участником группы, и песни были записаны ещё до его возвращения. Партии бас-гитары для новых песнен были исполнены Эдди Ван Халеном.
По словам Энтони, первоначальные планы включали в себя один диск, посвященный Роту, а другой — Хагару, на котором также были бы представлены три новые песни, но проблемы во время переговоров с Ротом привели к тому, что список композиций стал таким.

## Список композиций
Слова и музыка всех песен — Эдди Ван Хален, Алекс Ван Хален, Дэвид Ли Рот и Майкл Энтони, кроме указанных иначе.
| №                   | Название                                                                 | Автор(ы)                                   | Оригинальный Альбом (год)            | Длительность |
| ------------------- | ------------------------------------------------------------------------ | ------------------------------------------ | ------------------------------------ | ------------ |
| 1.                  | «Eruption» (с англ. — «Извержение»)                                      |                                            | Van Halen (1978)                     | 1:43         |
| 2.                  | «It’s About Time» (с англ. — «Речь Идёт о Времени»)                      | Э. Ван Хален, А. Ван Хален и Сэмми Хагар   | Ранее не Издавалась                  | 4:15         |
| 3.                  | «Up for Breakfast» (с англ. — «Подняться для Завтрака»)                  | Э. Ван Хален, А. Ван Хален и Хагар         | Ранее не Издавалась                  | 4:57         |
| 4.                  | «Learning to See» (с англ. — «Научиться Видеть»)                         | Э. Ван Хален, А. Ван Хален и Хагар         | Ранее не Издавалась                  | 5:15         |
| 5.                  | «Ain’t Talkin’ ’bout Love» (с англ. — «Не Говорю о Любви»)               |                                            | Van Halen (1978)                     | 3:48         |
| 6.                  | «Finish What Ya Started» (с англ. — «Закончи то, что Ты Начала»)         | Э. Ван Хален, А. Ван Хален, Хагар и Энтони | OU812 (1988)                         | 4:24         |
| 7.                  | «You Really Got Me» (с англ. — «Ты Просто Покорила Меня»)                | Рей Дэвис                                  | Van Halen (1978)                     | 2:38         |
| 8.                  | «Dreams» (с англ. — «Мечты»)                                             | Э. Ван Хален, А. Ван Хален, Хагар и Энтони | 5150 (1986)                          | 4:53         |
| 9.                  | «Hot for Teacher» (с англ. — «Переспать с Учительницей»)                 |                                            | 1984 (1984)                          | 4:43         |
| 10.                 | «Poundcake» (с англ. — «Фунтовый Пирог»)                                 | Э. Ван Хален, А. Ван Хален, Хагар и Энтони | For Unlawful Carnal Knowledge (1991) | 5:20         |
| 11.                 | «And the Cradle Will Rock...» (с англ. — «И Колыбель Будет Качаться...») |                                            | Women and Children First (1980)      | 3:34         |
| 12.                 | «Black and Blue» (с англ. — «Чёрный и Синий»)                            | Э. Ван Хален, А. Ван Хален, Хагар и Энтони | OU812 (1988)                         | 5:27         |
| 13.                 | «Jump» (с англ. — «Прыгай»)                                              |                                            | 1984 (1984)                          | 4:04         |
| 14.                 | «Top of the World» (с англ. — «Вершина Мира»)                            | Э. Ван Хален, А. Ван Хален, Хагар и Энтони | For Unlawful Carnal Knowledge (1991) | 3:54         |
| 15.                 | «(Oh) Pretty Woman» (с англ. — «О, Красотка»)                            | Уильям Диз, Рой Орбисон                    | Diver Down (1982)                    | 2:53         |
| 16.                 | «Love Walks In» (с англ. — «Любовь Входит»)                              | Э. Ван Хален, А. Ван Хален, Хагар и Энтони | 5150 (1986)                          | 5:11         |
| 17.                 | «Beautiful Girls» (с англ. — «Красивые Девушки»)                         |                                            | Van Halen II                         | 3:57         |
| 18.                 | «Can’t Stop Lovin’ You» (с англ. — «Я Не Могу Перестать Любить Тебя»)    | Э. Ван Хален, А. Ван Хален, Хагар и Энтони | Balance (1995)                       | 4:08         |
| 19.                 | «Unchained» (с англ. — «Освобождённый»)                                  |                                            | Fair Warning (1981)                  | 3:29         |
| Общая длительность: | Общая длительность:                                                      | Общая длительность:                        | Общая длительность:                  | 78:33        |

| №                   | Название                                                                | Автор(ы)                                                   | Оригинальный Альбом (год)            | Длительность |
| ------------------- | ----------------------------------------------------------------------- | ---------------------------------------------------------- | ------------------------------------ | ------------ |
| 1.                  | «Panama» (с англ. — «Панама»)                                           |                                                            | 1984 (1984)                          | 3:32         |
| 2.                  | «Best of Both Worlds» (с англ. — «Лучшее из Обоих Миров»)               | Э. Ван Хален, А. Ван Хален, Хагар и Энтони                 | 5150 (1986)                          | 4:49         |
| 3.                  | «Jamie’s Cryin’» (с англ. — «Джейми Плачет»)                            |                                                            | Van Halen (1978)                     | 3:30         |
| 4.                  | «Runaround» (с англ. — «Обходной Путь»)                                 | Э. Ван Хален, А. Ван Хален, Хагар и Энтони                 | For Unlawful Carnal Knowledge (1991) | 4:20         |
| 5.                  | «I’ll Wait» (с англ. — «Я буду Ждать»)                                  | Е. Ван Хален, А. Ван Хален, Рот, Энтони и Майкл Макдональд | 1984 (1984)                          | 4:42         |
| 6.                  | «Why Can’t This Be Love» (с англ. — «Почему Это Не Может Быть Любовью») | Э. Ван Хален, А. Ван Хален, Хагар и Энтони                 | 5150 (1986)                          | 3:48         |
| 7.                  | «Runnin’ with the Devil» (с англ. — «Бегу с Дьяволом»)                  |                                                            | Van Halen (1978)                     | 3:36         |
| 8.                  | «When It’s Love» (с англ. — «Когда Это Любовь»)                         | Э. Ван Хален, А. Ван Хален, Хагар и Энтони                 | OU812 (1988)                         | 5:38         |
| 9.                  | «Dancing in the Street» (с англ. — «Танцы на Улице»)                    | Марвин Гэй, Айви Хантер, Уильям Стивенсон                  | Diver Down (1982)                    | 3:45         |
| 10.                 | «Strung Out/Not Enough» (с англ. — «Взвинченный/Недостаточно»)          | Э. Ван Хален, А. Ван Хален, Хагар и Энтони                 | Balance (1995)                       | 6:48         |
| 11.                 | «Feels So Good» (с англ. — «Чувствую Себя Так Хорошо»)                  | Э. Ван Хален, А. Ван Хален, Хагар и Энтони                 | OU812 (1988)                         | 4:32         |
| 12.                 | «Right Now» (с англ. — «Прямо Сейчас»)                                  | Э. Ван Хален, А. Ван Хален, Хагар и Энтони                 | For Unlawful Carnal Knowledge (1991) | 5:22         |
| 13.                 | «Everybody Wants Some!!» (с англ. — «Все Хотят Немного!!»)              |                                                            | Women and Children First (1980)      | 5:10         |
| 14.                 | «Dance the Night Away» (с англ. — «Танцуй Всю Ночь Напролёт»)           |                                                            | Van Halen II (1979)                  | 3:10         |
| 15.                 | «Ain’t Talkin’ ’bout Love» (live)                                       |                                                            | Live: Right Here, Right Now (1993)   | 4:43         |
| 16.                 | «Panama» (live)                                                         |                                                            | Live: Right Here, Right Now (1993)   | 6:39         |
| 17.                 | «Jump» (live)                                                           |                                                            | Live: Right Here, Right Now (1993)   | 4:20         |
| Общая длительность: | Общая длительность:                                                     | Общая длительность:                                        | Общая длительность:                  | 78:24        |

- Примечание: трек 10 на втором диске сочетает инструментальную композицию «Strung Out» с «Not Enough», хотя в списке треков альбома он указан как просто «Not Enough». Обе песни были представлены как отдельные треки в альбоме Balance.

## Участники записи
Van Halen
- Дэвид Ли Рот — вокал и бэк-вокал (5, 7, 9, 11, 13, 15, 17, 19 на диске один; 1, 3, 5, 7, 9, 13, 14 на диске два)
- Сэмми Хагар — вокал (2—4, 6, 8, 10, 12, 14, 16, 18 на диске один; 2, 4, 6, 8, 10—12, 15—17 на диске два), ритм-гитара, бэк-вокал
- Эдвард Ван Хален — соло-гитара, ритм-гитара, акустическая гитара, клавишные, бэк-вокал, бас-гитара (2—4 на диске один)
- Алекс Ван Хален — ударные, перкуссия
- Майкл Энтони — бас-гитара (кроме 2—4 на диске один), бэк-вокал

Дополнительный персонал
- Стив Люкатер — бэк-вокал (2—4, 14 на диске один; 10 на диске два)

## Чарты
| Чарт (2004–07)                      | Наивысшая позиция |
| ----------------------------------- | ----------------- |
| Австралия (ARIA)                    | 31                |
| Австрия (Ö3 Austria)                | 33                |
| Канада (Canadian Albums Chart)      | 2                 |
| Дания (Hitlisten)                   | 25                |
| Финляндия (Suomen virallinen lista) | 4                 |
| French Compilations                 | 27                |
| Германия (Offizielle Top 100)       | 28                |
| Ирландия (IRMA)                     | 56                |
| Италия (Classifica album)           | 34                |
| Новая Зеландия (RMNZ)               | 9                 |
| Норвегия (VG-lista)                 | 17                |
| Шотландия (Scottish Albums Chart)   | 12                |
| Швеция (Sverigetopplistan)          | 12                |
| Швейцария (Schweizer Hitparade)     | 55                |
| Великобритания (UK Albums Chart)    | 15                |
| США (Billboard 200)                 | 3                 |

| Чарт (2004)      | Позиция |
| ---------------- | ------- |
| US Billboard 200 | 166     |

### Синглы
| Год  | Сингл              | Чарт                   | Позиция |
| ---- | ------------------ | ---------------------- | ------- |
| 2004 | «It’s About Time»  | Mainstream Rock Tracks | 6       |
| 2004 | «Up for Breakfast» | Mainstream Rock Tracks | 33      |